# 새눈고추
새눈고추(태국어: พริกขี้หนู 프릭키누[*]→쥐똥고추)는 재배종 고추으로 주로 캄보디아, 태국, 베트남, 라오스, 말레이시아, 인도네시아, 필리핀, 싱가포르에서 발견된다. 전통 음식인 케랄라 요리를 하는 인도의 케랄라 지역에서도 발견된다. 
이 종은 코크치(kochch)로 알려져 있으며, 스리랑카의 시골 지역에서도 발견되며, 푸른 고추의 대용으로 사용한다. 코코넛을 갈아서 타이 칠리와 소금과 라임 쥬스로 간을 내는 ‘코크치 삼발’(kochchi sambal)에 들어가는 주재료 중의 하나이다. 

## 같이 보기
- 치파고추
- 스코빌 척도